# Obesotoma oyashio
Obesotoma oyashio é uma espécie de gastrópode do gênero Obesotoma, pertencente a família Mangeliidae.